# Taipei chinois aux Jeux paralympiques d'été de 2020
Taïwan, sous le nom de Taipei chinois, participe aux Jeux paralympiques de 2020 à Tokyo au Japon. Il s'agit de sa 8e participation à des Jeux d'été.

## Cérémonies
Les athlètes, Liu Ya-ting spécialiste du lancer du javelot et Yang Chuan-hui spécialiste du saut en longueur, sont les porte-drapeau de la cérémonie d'ouverture. Le badiste Fang Jen-yu est quant à lui porte-drapeau lors de la cérémonie de clôture.

## Athlètes

### Délégation
La délégation taïwanaise comprend 10 athlètes, inscrits dans 6 des 22 sports paralympiques,.
| Sport            | Nombre |
| ---------------- | ------ |
| Athlétisme       | 2      |
| Badminton        | 1      |
| Force athlétique | 1      |
| Judo             | 1      |
| Natation         | 1      |
| Tennis de table  | 4      |
| Total            | 10     |

### Athlètes médaillés
| Médaille                               | Discipline      | Épreuve          | Athlète        | Date         |
| -------------------------------------- | --------------- | ---------------- | -------------- | ------------ |
| Médaille de bronze, Jeux paralympiques | Tennis de table | Classe 10 femmes | Tian Shiau-wen | 28 août 2021 |

## Bilan
La délégation taïwanaise remporte lors des Jeux paralympiques de 2020 une médaille de bronze.

### Bilan par sport
| Sport            | Médaille d'or, Jeux paralympiques | Médaille d'argent, Jeux paralympiques | Médaille de bronze, Jeux paralympiques | Total pays |
| ---------------- | --------------------------------- | ------------------------------------- | -------------------------------------- | ---------- |
| Athlétisme       | 0                                 | 0                                     | 0                                      | 0          |
| Badminton        | 0                                 | 0                                     | 0                                      | 0          |
| Force athlétique | 0                                 | 0                                     | 0                                      | 0          |
| Judo             | 0                                 | 0                                     | 0                                      | 0          |
| Natation         | 0                                 | 0                                     | 0                                      | 0          |
| Tennis de table  | 0                                 | 0                                     | 1                                      | 1          |
| Total            | 0                                 | 0                                     | 1                                      | 1          |

### Bilan par jour de compétition
| Jour          | Médaille d'or, Jeux paralympiques | Médaille d'argent, Jeux paralympiques | Médaille de bronze, Jeux paralympiques | Total |
| ------------- | --------------------------------- | ------------------------------------- | -------------------------------------- | ----- |
| 24 août       | 0                                 | 0                                     | 0                                      | 0     |
| 25 août       | 0                                 | 0                                     | 0                                      | 0     |
| 26 août       | 0                                 | 0                                     | 0                                      | 0     |
| 27 août       | 0                                 | 0                                     | 0                                      | 0     |
| 28 août       | 0                                 | 0                                     | 1                                      | 1     |
| 29 août       | 0                                 | 0                                     | 0                                      | 0     |
| 30 août       | 0                                 | 0                                     | 0                                      | 0     |
| 31 août       | 0                                 | 0                                     | 0                                      | 0     |
| 1er septembre | 0                                 | 0                                     | 0                                      | 0     |
| 2 septembre   | 0                                 | 0                                     | 0                                      | 0     |
| 3 septembre   | 0                                 | 0                                     | 0                                      | 0     |
| 4 septembre   | 0                                 | 0                                     | 0                                      | 0     |
| 5 septembre   | 0                                 | 0                                     | 0                                      | 0     |
| Total         | 0                                 | 0                                     | 1                                      | 1     |

## Athlétisme
La spécialiste en lancer du javelot Liu Ya-ting termine à la 6e place en catégorie F13 ; avec un lancer de 32,44 m, elle signe son meilleur résultat de la saison,.
En saut en longueur hommes, Yang Chuan-hui termine à la 4e place en catégorie T11 ; avec un saut de 6,07 m, il réalise sa meilleure performance de la saison.
| Athlète        | Épreuve                      | Finale   | Finale |
| Athlète        | Épreuve                      | Résultat | Rang   |
| -------------- | ---------------------------- | -------- | ------ |
| Yang Chuan-hui | Hommes Saut en longueur T11  | 6,07     | 4e     |
| Liu Ya-ting    | Femmes Lancer du javelot F13 | 32,44    | 6e     |

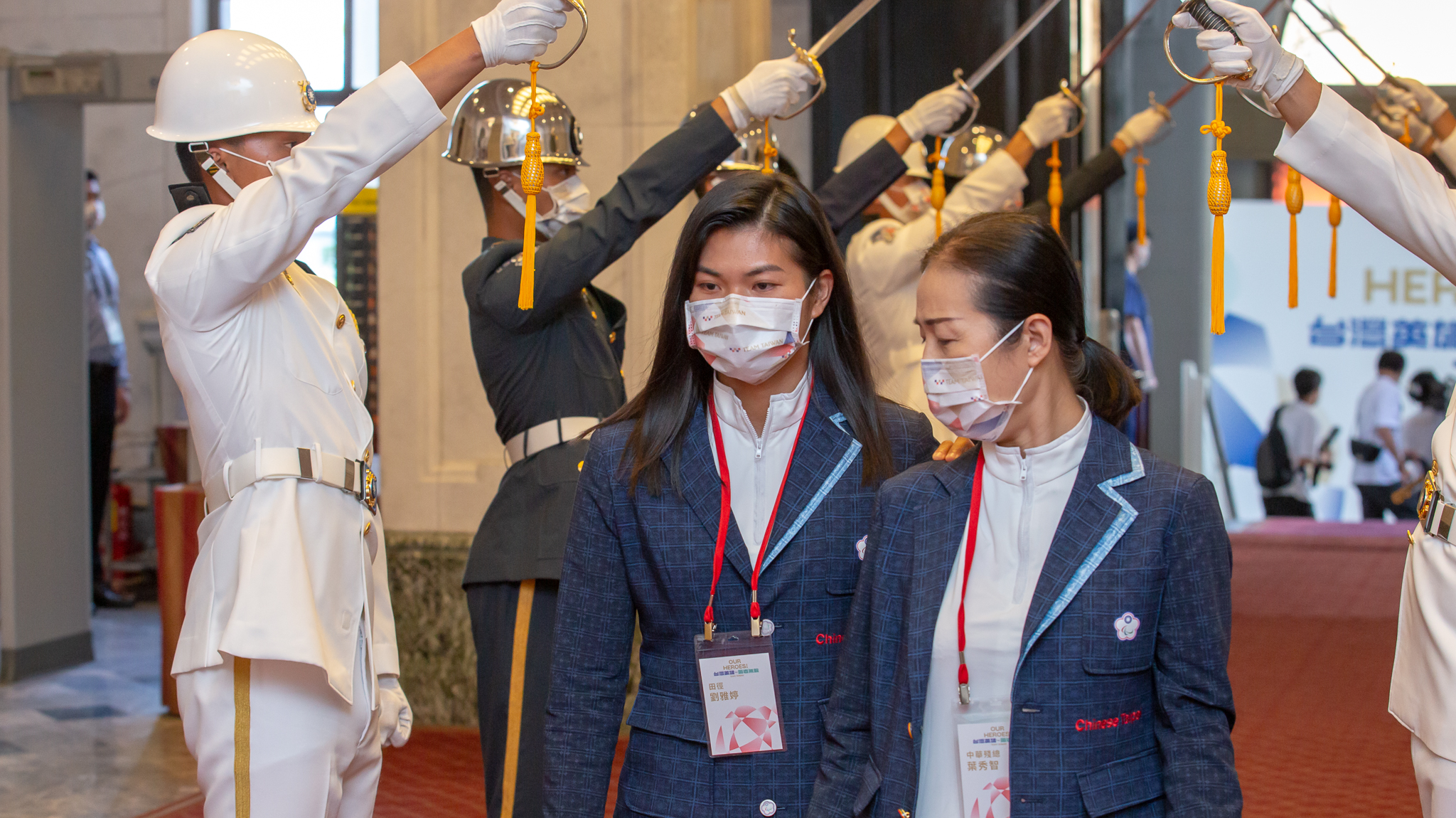
Liu Ya-ting (à gauche) durant la présentation au palais présidentiel après les Jeux paralympiques.
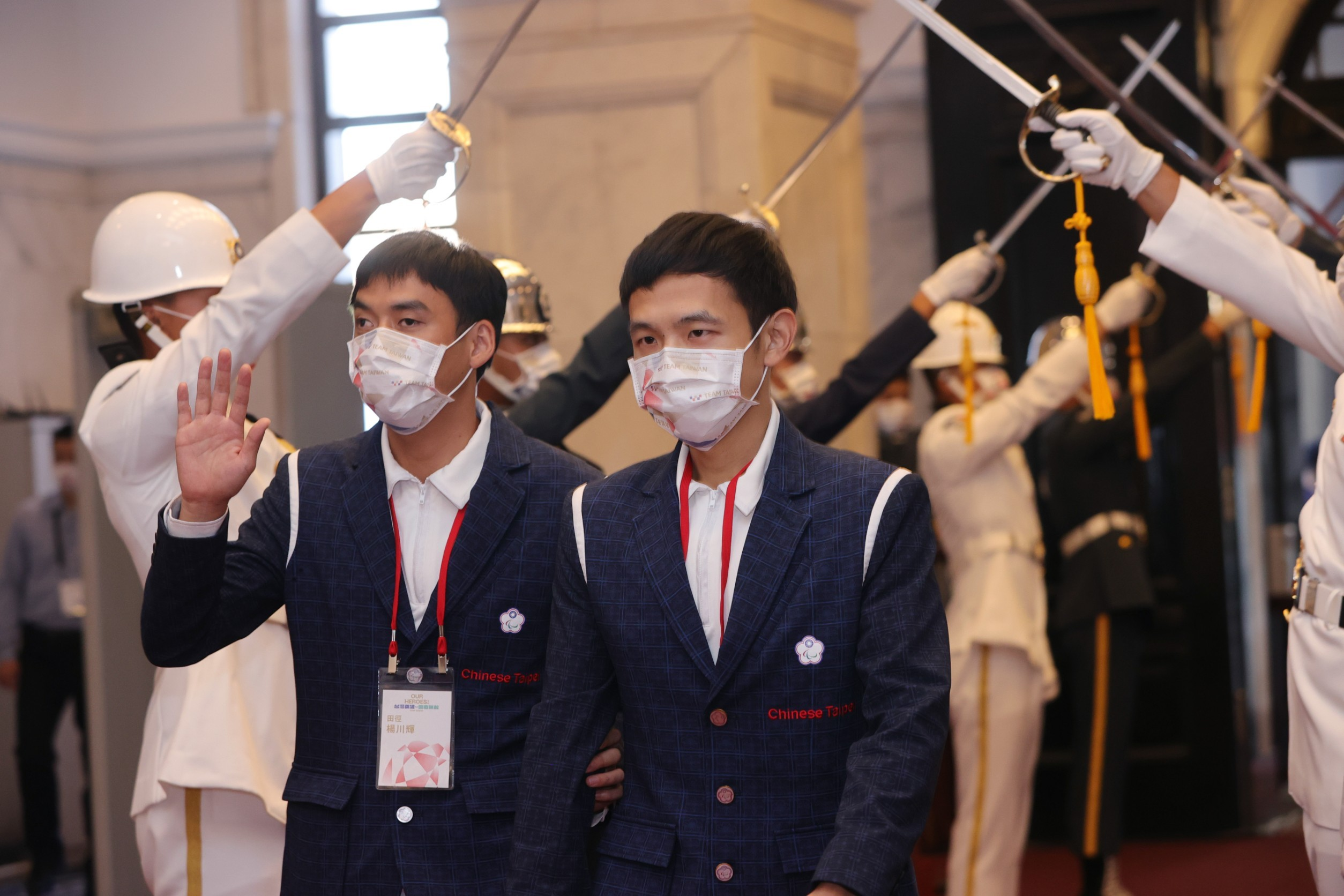
Yang Chuan-hui (à gauche) durant la présentation au palais présidentiel après les Jeux paralympiques.

## Badminton

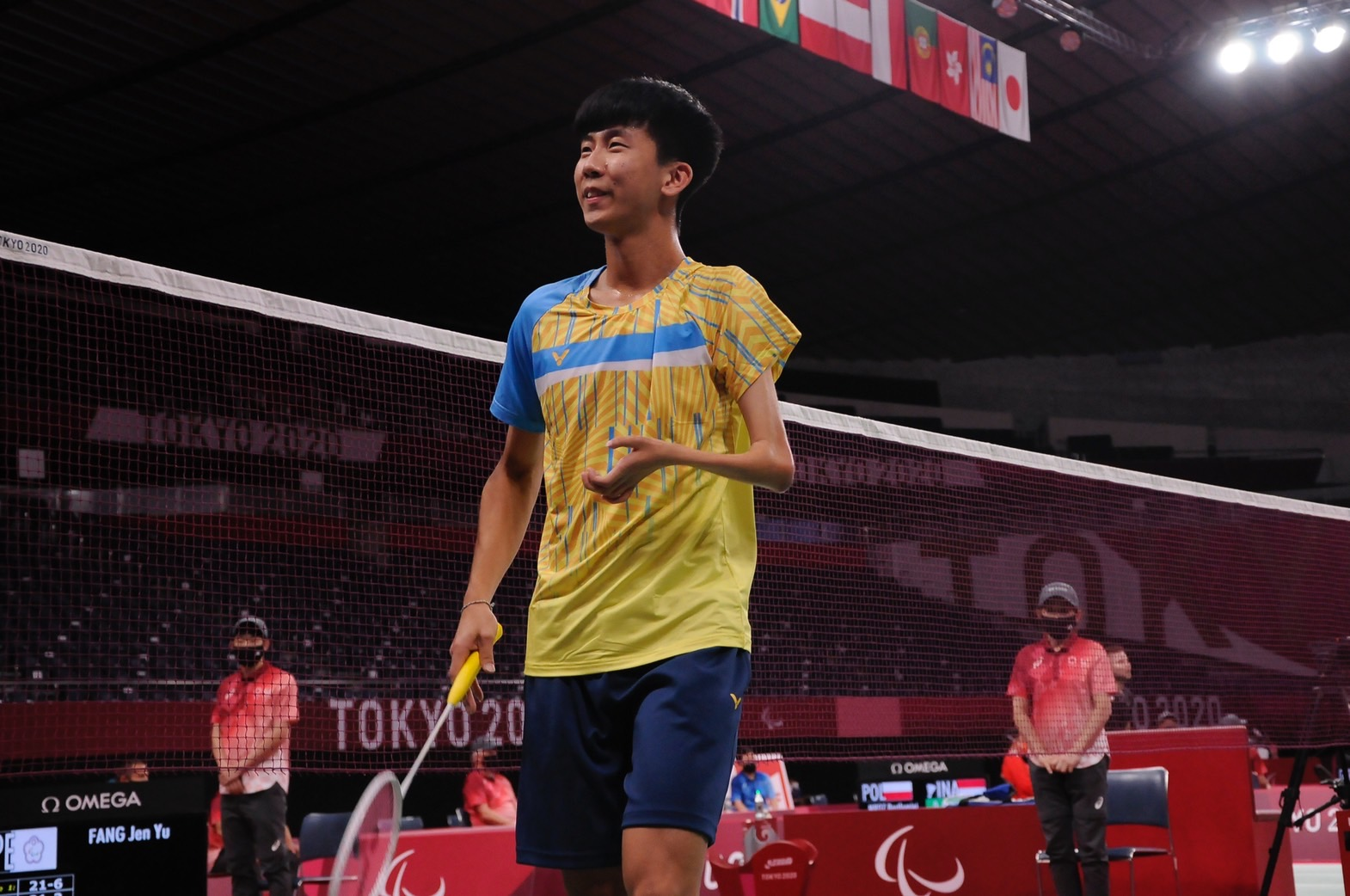
Fang Jen-yu pendant les épreuves paralympiques.

En épreuve simple debout de catégorie SU5, le badiste Fang Jen-yu se qualifie pour les phases finales, finissant 2e de sa poule avec deux victoires pour une défaite. Il est éliminé en quart de finale par le Malais Cheah Liek Hou, déjà rencontré en poule et futur champion paralympique, puis s'incline en match pour la médaille de bronze.
| Athlète     | Compétition       | Phase de poule                 | Phase de poule                | Phase de poule             | Phase de poule | Demi-finale                           | Finale pour la 3e place       | Finale pour la 3e place | Finale pour la 3e place |
| Athlète     | Compétition       | Adversaire Résultat            | Adversaire Résultat           | Adversaire Résultat        | Rang           | Adversaire Résultat                   | Adversaire Résultat           | Adversaire Résultat     | Rang                    |
| ----------- | ----------------- | ------------------------------ | ----------------------------- | -------------------------- | -------------- | ------------------------------------- | ----------------------------- | ----------------------- | ----------------------- |
| Fang Jen-yu | Hommes Simple SU5 | Bat Imai (21-16, 17–21, 21–10) | Battu par Cheah (13–21, 9–21) | Bat Eldakrory (21–6, 21–2) | 2e             | Battu par Cheah (21–15, 10-21, 16-21) | Battu par Suryo (16-21, 9-21) | Éliminé                 | 4e                      |

## Force athlétique

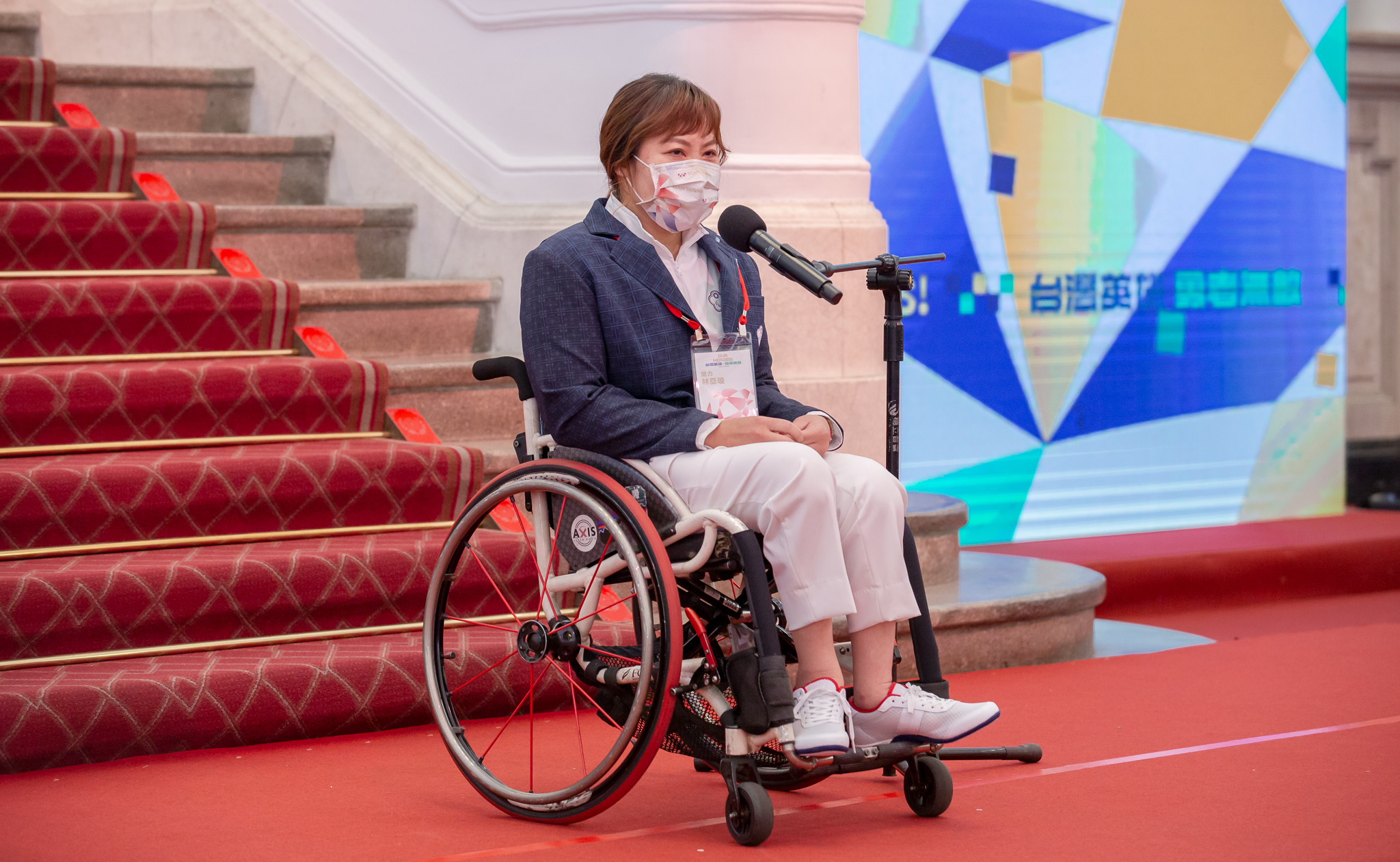
Lin Ya-hsuan durant la présentation au palais présidentiel après les Jeux paralympiques.

L'haltérophile Lin Ya-hsuan termine 7e de la catégorie des moins de 61 kilos,.
| Athlète      | Compétition           | Tentatives | Tentatives | Tentatives | Tentatives | Meilleur | Rang |
| Athlète      | Compétition           | 1er        | 2e         | 3e         | 4e         | Meilleur | Rang |
| ------------ | --------------------- | ---------- | ---------- | ---------- | ---------- | -------- | ---- |
| Lin Ya-hsuan | Femmes Moins de 61 kg | 73         | 78         | 81         | -          | 78       | 7e   |

## Judo

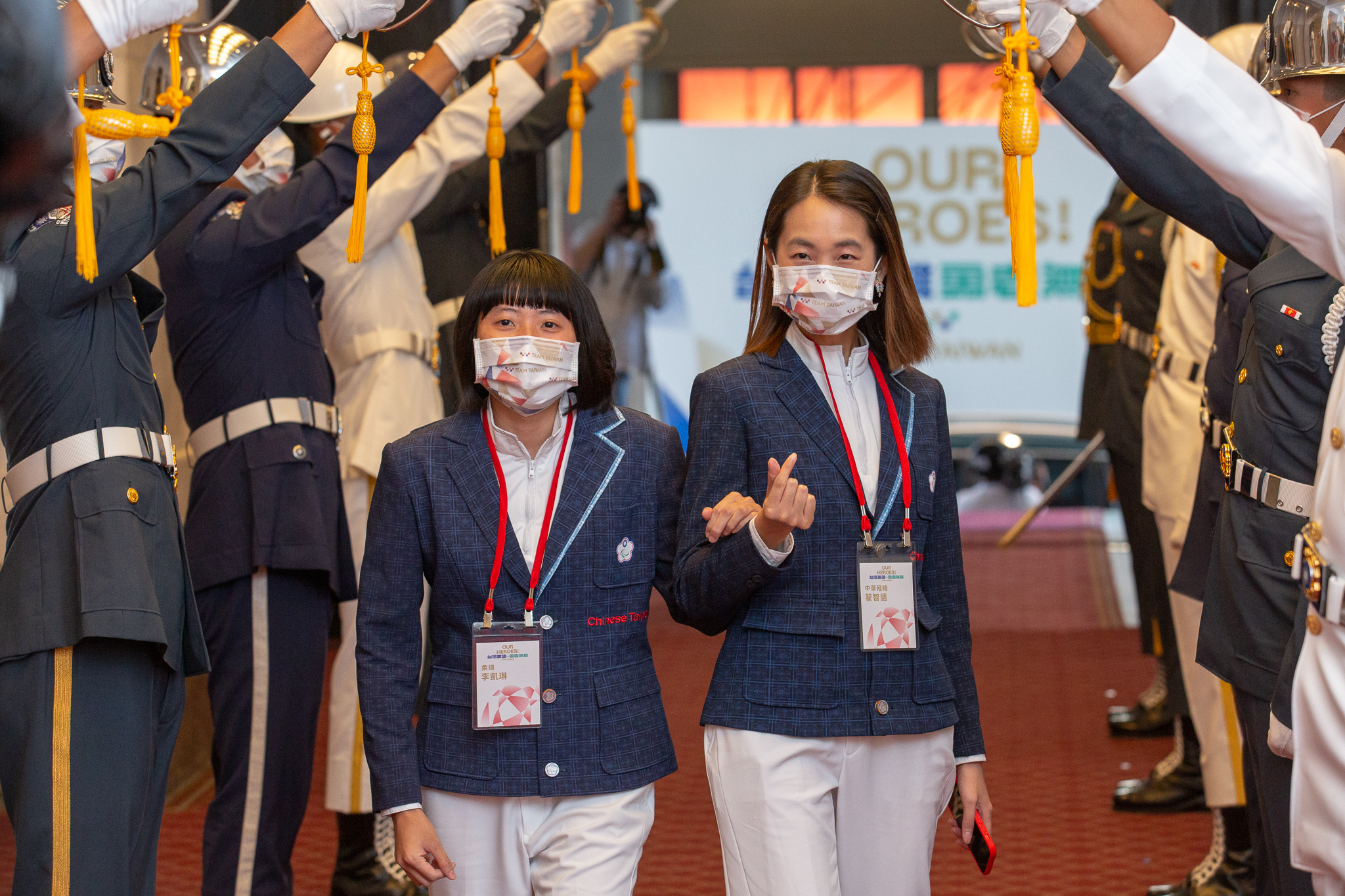
Lee Kai-lin (à gauche) durant la présentation au palais présidentiel après les Jeux paralympiques.

La judoka Lee Kai-lin s'incline en match pour la médaille de bronze en catégorie moins de 48 kilos, et termine de fait la compétition à la 5e place,.
| Athlète     | Compétition          | 1er tour            | Quart de finale                | Demi-finale         | Repêchage 1         | Repêchage 2         | Finale pour la 3e place       | Rang |
| Athlète     | Compétition          | Adversaire Résultat | Adversaire Résultat            | Adversaire Résultat | Adversaire Résultat | Adversaire Résultat | Adversaire Résultat           | Rang |
| ----------- | -------------------- | ------------------- | ------------------------------ | ------------------- | ------------------- | ------------------- | ----------------------------- | ---- |
| Lee Kai-lin | Femmes Moins de 48kg | Exemptée            | Battue par Ivanytska 000 - 010 | Non disputé         | Exemptée            | Bat Li 100 - 000    | Battue par Potapova 000 - 100 | 5e   |

## Natation

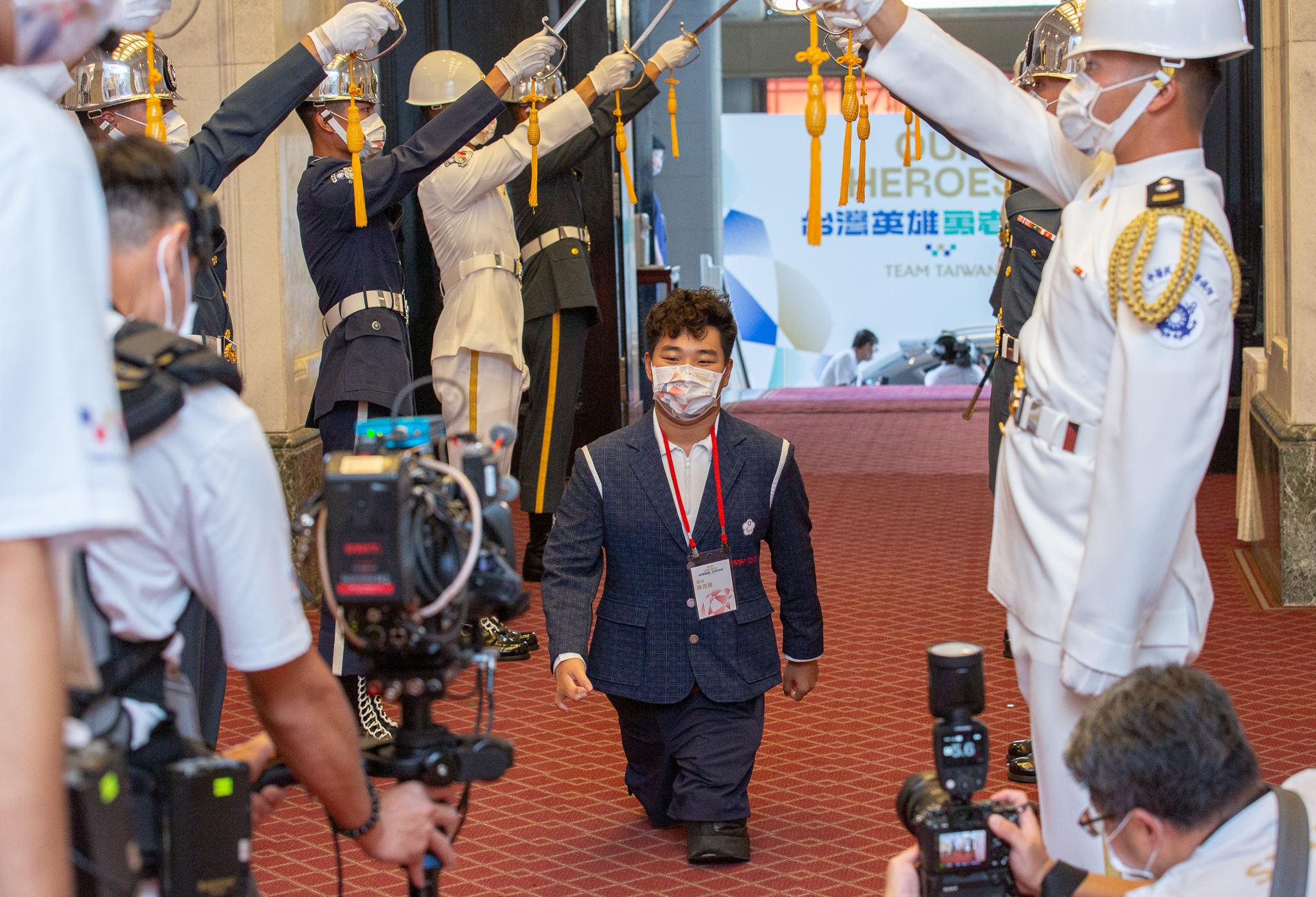
Chen Liang-da durant la présentation au palais présidentiel après les Jeux paralympiques.

Le nageur Chen Liang-da est inscrit dans trois épreuves de natation. Éliminé en 200 mètres 4 nages en catégorie SM7, il se qualifie pour la finale du 400 mètres nage libre en catégorie S7 ; il y termine à la 8e place. Le lendemain, il est éliminé en série préliminaire du 100 mètres dos catégorie S7.
| Athlète       | Épreuve                    | Série         | Série | Finale        | Finale  |
| Athlète       | Épreuve                    | Résultat      | Rang  | Résultat      | Rang    |
| ------------- | -------------------------- | ------------- | ----- | ------------- | ------- |
| Chen Liang-da | Hommes 200 m 4 nages SM7   | 2 min 54 s 22 | 11e   | Éliminé       | Éliminé |
| Chen Liang-da | Hommes 400 m nage libre S7 | 5 min 15 s 89 | 8e    | 5 min 10 s 65 | 8e      |
| Chen Liang-da | Hommes 100 m dos S7        | 1 min 18 s 28 | 9e    | Éliminé       | Éliminé |

## Tennis de table
En épreuves individuelles, la pongiste Tian Shiau-wen décroche la médaille de bronze en tournoi de classe 10 ; lors de son parcours, elle remporte ses trois matchs de poule ainsi que le quart de finale, avant de s'incliner en demi-finale. Les trois autres pongistes en individuel sont quant à eux éliminés plus tôt dans la compétition : Lin Tzu-yu en phase de groupe chez les femmes, Lu Pi-chun en quart de finale femmes et Cheng Ming-chih en quart de finale hommes.
Tian Shiau-wen et Lin Tzu-yu sont par la suite inscrites en épreuve par équipe de classes 9-10 ; elles s'inclinent dès le premier tour.
| Athlètes                  | Compétition                     | Phase de groupes        | Phase de groupes              | Phase de groupes | Phase de groupes | Quarts de finale    | Demi-finales               | Finale           | Rang                                   |
| Athlètes                  | Compétition                     | Adversaire Score        | Adversaire Score              | Adversaire Score | Rang             | Adversaire Score    | Adversaire Score           | Adversaire Score | Rang                                   |
| ------------------------- | ------------------------------- | ----------------------- | ----------------------------- | ---------------- | ---------------- | ------------------- | -------------------------- | ---------------- | -------------------------------------- |
| Cheng Ming-chih           | Hommes Individuel C5            | Bat Brands 3 - 1        | Battu par Hunter-Spivey 0 - 3 | Exempté          | 2e               | Battu par Cao 0 - 3 | Eliminé                    | Eliminé          | 5e                                     |
| Lu Pi-chun                | Femmes Individuel C4            | Battue par Perić 0 - 3  | Battue par Bailey 3 - 1       | Exemptée         | 2e               | Battue par Gu 1 - 3 | Eliminée                   | Eliminée         | 5e                                     |
| Lin Tzu-yu                | Femmes Individuel C10           | Battue par Tapper 1 - 3 | Battue par Alexandre 0 - 3    | Exemptée         | 3e               | Eliminée            | Eliminée                   | Eliminée         | Eliminée                               |
| Tian Shiau-wen            | Femmes Individuel C10           | Bat Obazuaye 3 - 0      | Bat Yang 3 - 0                | Bat Zhao 3 - 0   | 1re              | Bat Demir 3 - 1     | Battue par Alexandre 1 - 3 | Eliminée         | Médaille de bronze, Jeux paralympiques |
| Lin Tzu-yu Tian Shiau-wen | Femmes Par équipe classes C9-10 | Exemptées               | Exemptées                     | Exemptées        | Exemptées        | Battues par 0 - 2   | Eliminées                  | Eliminées        | Eliminées                              |

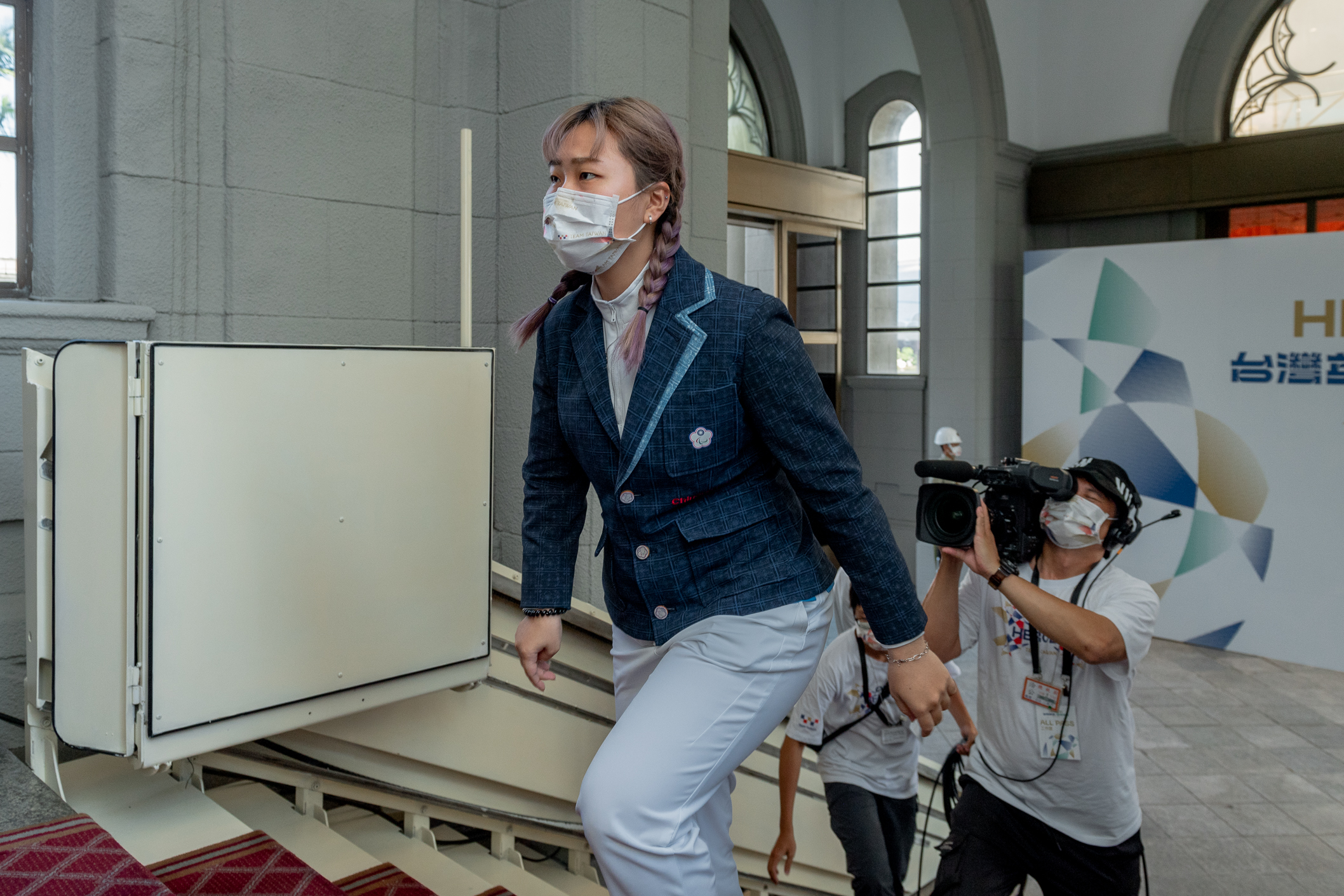
Tian Shiau-wen, médaillée de bronze, durant la présentation au palais présidentiel après les Jeux paralympiques.
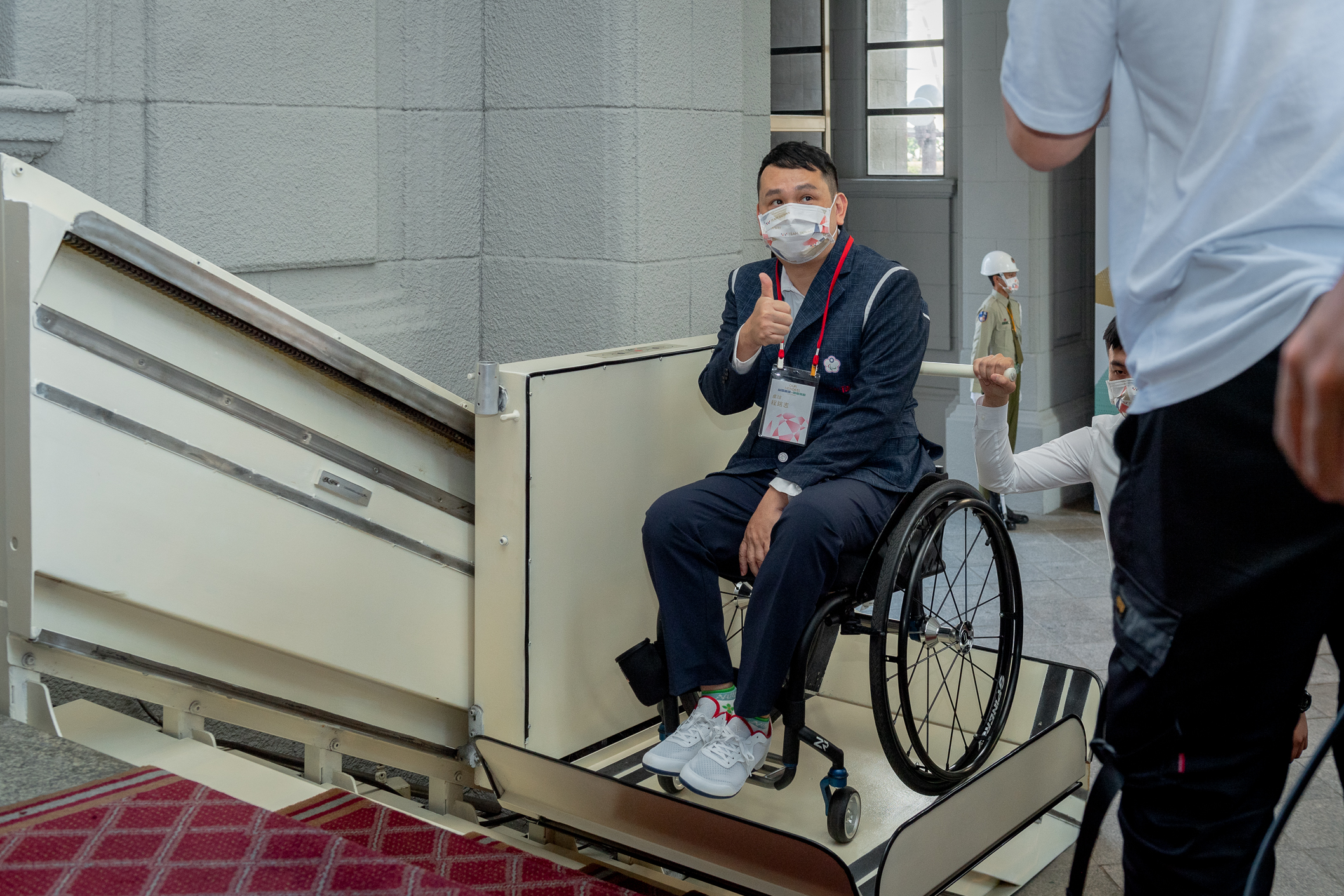
Cheng Ming-chih durant la présentation au palais présidentiel après les Jeux paralympiques.
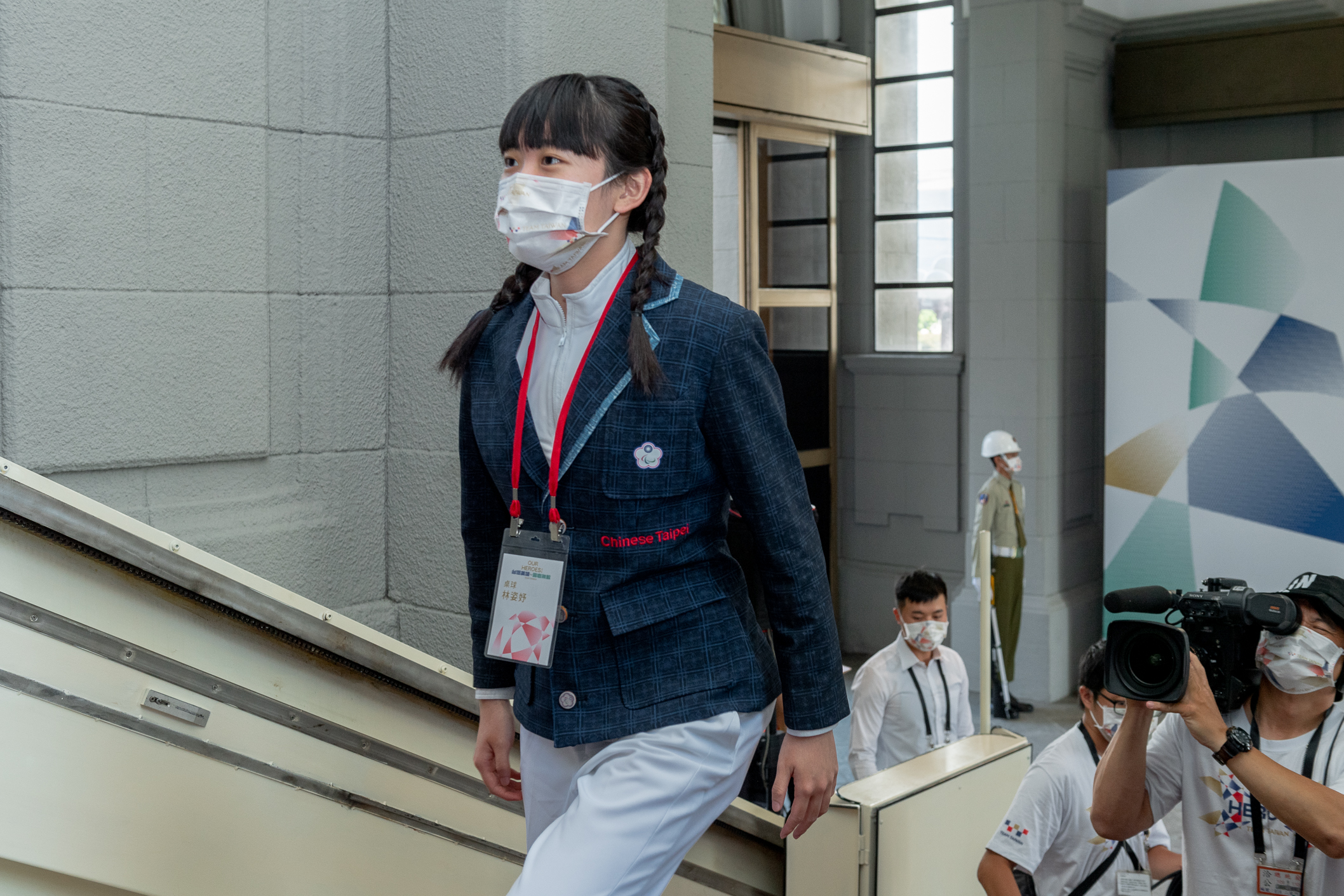
Lin Tzu-yu durant la présentation au palais présidentiel après les Jeux paralympiques.
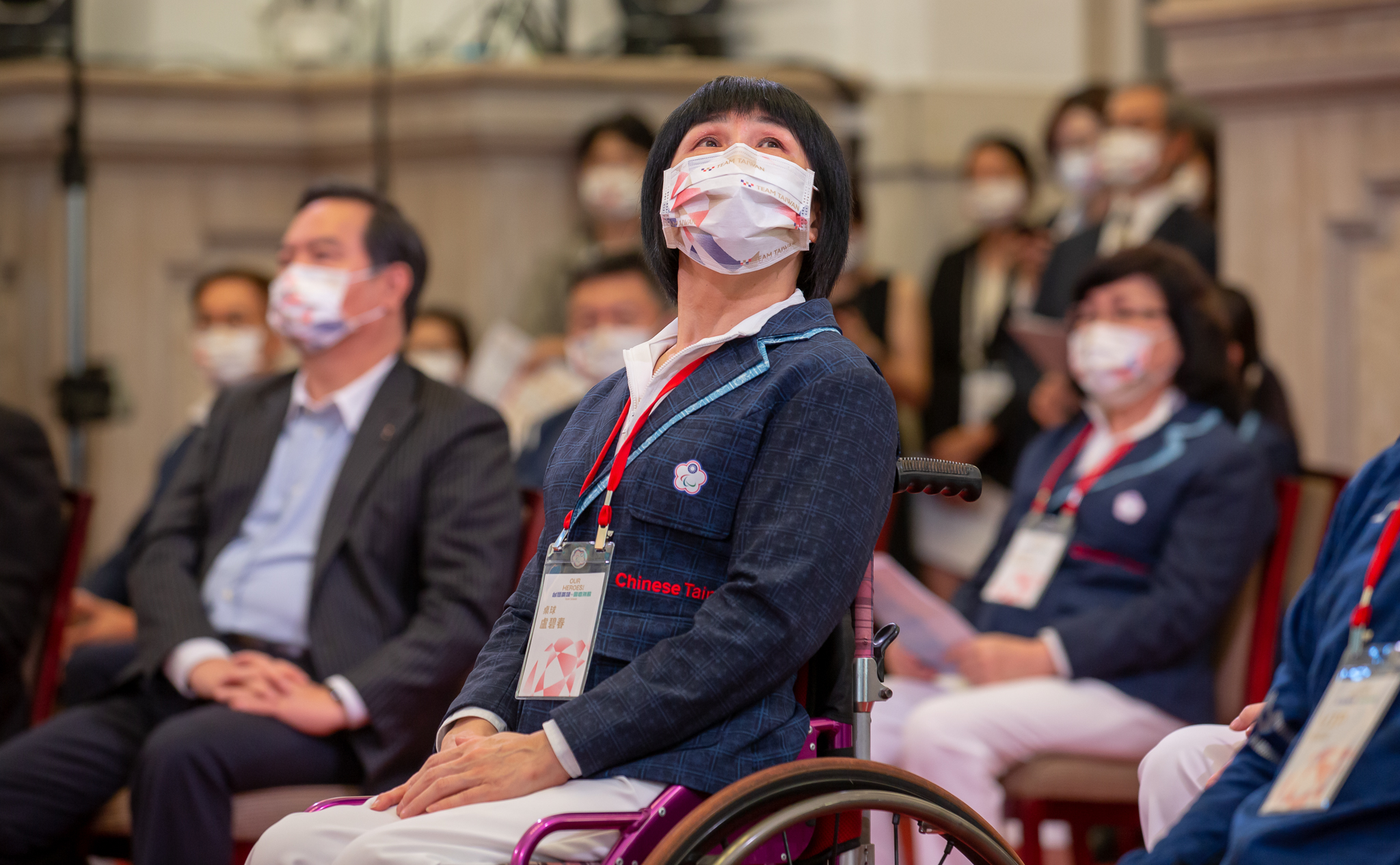
Lu Pi-chun durant la présentation au palais présidentiel après les Jeux paralympiques.